# 아소 슌
아소 슌(일본어: 麻生 瞬, 1985년 4월 23일 ~ )는 일본의 전 축구 선수이다.

## 구단 경력
과거 AC 나가노 파르세이루, 가고시마 유나이티드 FC에서 활동하였다.